# Chiffres de Kaktovik

Les vingt chiffres du système de numération de Kaktovik.

Les chiffres de Kaktovik, aussi appelés chiffres iñupiaqs ou système de numération de Kaktovik, sont un système de numération à base 20 créé par les Iñupiat d'Alaska. C'est un système formé de symboles iconiques, avec des formes qui indiquent quel nombre est représenté.
La langue iñupiaq utilise un système vigésimal pour compter, c'est-à-dire un système à base 20. C'est le cas pour toutes les langues eskimo-aléoutes d'Alaska et du Canada. Les chiffres arabes, qui ont été conçus pour un système décimal, sont inadéquats pour l'iñupiaq et les autres langues inuites. Pour remédier à ce problème, des élèves d'une école de Kaktovik, en Alaska, ont inventé un système à base 20 en 1994, qui s'est répandu parmi les Iñupiat en Alaska et a été envisagé au Canada.
L'image plus haut représente les chiffres de Kaktovik de 0 à 19. Les nombres plus grands sont composés de ces chiffres via une notation positionnelle : vingt est représenté par un un et un zéro ( ou 𝋁𝋀 : 20=1{\displaystyle \times }20), quarante par un deux et un zéro ( : 40=2{\displaystyle \times }20), quatre-vingt-treize par un quatre et un treize ( : 93=4{\displaystyle \times }20+13), cent par un cinq et un zéro ( : 100=5{\displaystyle \times }20), cent quatre-vingt-treize par un neuf et un treize ( : 193=9{\displaystyle \times }20+13), 1993 par un quatre puis un dix-neuf et un treize ( : 1993=4{\displaystyle \times }202+19{\displaystyle \times }201+13 soit 4{\displaystyle \times }400+19{\displaystyle \times }20+13) et ainsi de suite.
| 𝋀 | 𝋁 | 𝋂 | 𝋃 | 𝋄 | 𝋅 | 𝋆 | 𝋇 | 𝋈 | 𝋉 | 𝋊  | 𝋋  | 𝋌  | 𝋍  | 𝋎  | 𝋏  | 𝋐  | 𝋑  | 𝋒  | 𝋓  |
| 0 | 1 | 2 | 3 | 4 | 5 | 6 | 7 | 8 | 9 | 10 | 11 | 12 | 13 | 14 | 15 | 16 | 17 | 18 | 19 |
| 𝋀 | 𝋁 | 𝋂 | 𝋃 | 𝋄 | 𝋅 | 𝋆 | 𝋇 | 𝋈 | 𝋉 | 𝋊  | 𝋋  | 𝋌  | 𝋍  | 𝋎  | 𝋏  | 𝋐  | 𝋑  | 𝋒  | 𝋓  |

## Encodage
Le Unicode Supplementary Multilingual Plane (U+1D2C0-1D2DF) assigne un bloc aux chiffres de Kaktovik. Leur intégration est proposée en septembre 2020, puis acceptée en avril 2021. Ils sont finalement publiés dans la version 15.0 en septembre 2022. Ils occupent la tranche de U+1D2C0 KAKTOVIK NUMERAL ZERO à U+1D2D3 KAKTOVIK NUMERAL NINETEEN.
| Chiffres de Kaktovik | Chiffres de Kaktovik | Chiffres de Kaktovik | Chiffres de Kaktovik | Chiffres de Kaktovik | Chiffres de Kaktovik | Chiffres de Kaktovik | Chiffres de Kaktovik | Chiffres de Kaktovik | Chiffres de Kaktovik | Chiffres de Kaktovik | Chiffres de Kaktovik | Chiffres de Kaktovik | Chiffres de Kaktovik | Chiffres de Kaktovik | Chiffres de Kaktovik | Chiffres de Kaktovik |
| -------------------- | -------------------- | -------------------- | -------------------- | -------------------- | -------------------- | -------------------- | -------------------- | -------------------- | -------------------- | -------------------- | -------------------- | -------------------- | -------------------- | -------------------- | -------------------- | -------------------- |
|                      | 0                    | 1                    | 2                    | 3                    | 4                    | 5                    | 6                    | 7                    | 8                    | 9                    | A                    | B                    | C                    | D                    | E                    | F                    |
| U+1D2Cx              | 𝋀                    | 𝋁                    | 𝋂                    | 𝋃                    | 𝋄                    | 𝋅                    | 𝋆                    | 𝋇                    | 𝋈                    | 𝋉                    | 𝋊                    | 𝋋                    | 𝋌                    | 𝋍                    | 𝋎                    | 𝋏                    |
| U+1D2Dx              | 𝋐                    | 𝋑                    | 𝋒                    | 𝋓                    |                      |                      |                      |                      |                      |                      |                      |                      |                      |                      |                      |                      |

## Propagation
Après leur invention, les chiffres de Kaktovik se sont répandus dans la région, mais leur utilisation a été réduite avec l'arrivée d'enseignants d'autres États et la croissance des tests standardisés à la fin des années 1990. Mais, de nombreux professeurs cherchent à remettre sur le devant de la scène ce système numérique.
Utqiagvik, le siège du borough, a adopté une résolution visant à diffuser les chiffres de Kaktovik sur 800 km sur la côte arctique, et le conseil circumpolaire inuit a approuvé ce système numérique. Fin 2022, la Silicon Valley a annoncé que les chiffres de Kaktovik seront disponibles sur smartphones et ordinateurs.

## Conséquences
La création des chiffres de Kaktovik, plus adaptée à la culture locale, a permis aux utilisateurs de ces chiffres de mieux s'approprier l'usage des mathématiques, collant mieux à leur expérience de pensée. Le niveau moyen des élèves est repassé de « moins élevé que le reste des Américains » à « plus élevé que le reste des Américains »[évasif][réf. nécessaire].
En 1995, le conseil scolaire du borough de North Slope invite les élèves à présenter leur invention à Barrow. L'assemblée est enthousiaste, et de nombreuses écoles de la région ajoutent ce système à leur programme. Le système vigésimal est utilisé en parallèle du système décimal, les élèves sont « binumériques », comme on peut être bilingue. Outre la numérotation jusqu'à 20, qui correspond à leur représentation mentale, les élèves découvrent également des propriétés spécifiques du format de nombre. Par exemple pour les divisions, il existe des raccourcis qui simplifient les calculs.